# 天堂的旗幟下
《天堂的旗幟下》（英語：Under the Banner of Heaven），是一部美國真實犯罪心理影集，改編自強·克拉庫爾的同名書籍《Under the Banner of Heaven》，並由達斯汀·蘭斯·布雷克執筆、大衛·麥肯齊指導。該影集於2022年4月28日釋出。

## 概要
一名信仰摩門教的警探在調查一件涉及教會的女子的謀殺案時，自身命運也開始動搖。

## 演員名單
- 安德魯·加菲爾德 飾演 Jeb Pyre 警探
- 黛西·埃德加-瓊斯 飾演 Brenda Lafferty
- 山姆·沃辛頓 飾演 Ron Lafferty
- 丹妮絲·高夫（英语：Denise Gough） 飾演 Dianna Lafferty
- 懷特·羅素 飾演 Dan Lafferty
- 比利·霍爾（英语：Billy Howle） 飾演 Allen Lafferty
- 吉爾·伯明罕（英语：Gil Birmingham） 飾演 Bill Taba
- 雅德蕾德·克萊門斯 飾演 Rebecca Pyre
- 羅伊·克金 飾演 Samuel Lafferty
- 塞斯·南里奇 飾演 Robin Lafferty
- 克蘿伊·皮里（英语：Chloe Pirrie） 飾演 Matilda Lafferty
- 珊德拉·西卡（英语：Sandra Seacat） 飾演 Josie Pyre
- 克里斯多夫·海爾達（英语：Christopher Heyerdahl） 飾演 Ammon Lafferty

## 製作
該影集原先在2011年要改拍成電影， 
不過在2021年6月時宣布即將製作成一部迷你影集，仍然由達斯汀·蘭斯·布雷克擔任編劇，導演則由大衛·麥肯齊負責。安德魯·加菲爾德和黛西·埃德加-瓊斯皆入選主演。 選角於該年八月結束，山姆·沃辛頓、懷特·羅素、丹妮絲・高夫、吉爾·伯明罕加入演員陣容。
拍攝於2021年8月進行，並於同年12月21日殺青。
該影集預定於2022年4月28日上線。

## 外部連結
- 互联网电影数据库（IMDb）上《天堂的旗幟下》的资料（英文）